# Kingita
La kingita és un mineral de la classe dels fosfats. Va ser anomenada en honor de Donald King (1926-1989), geòleg d'exploracions i executiu miner que va fer contribucions importants a la indústria del carbó de Queensland. Va ser qui va recollir les primeres mostres de kingita quan era geòleg al Departament de Mines d'Adelaida (Austràlia Meridional).

## Característiques
La kingita és un fosfat-fluorur-hidròxid heptahidratat d'alumini de fórmula química Al₃(PO₄)₂F₂(OH)(H₂O)₅·2H₂O. Cristal·litza en el sistema triclínic en forma de plaquetes o fragments irregulars, de fins a 1 µm, agregats en nòduls; i també en forma de crostes d'esferoïdes intercrescuts, semblants als ous de peix.
Segons la classificació de Nickel-Strunz, la kingita pertany a «08.DC: Fosfats, etc, només amb cations de mida mitjana, (OH, etc.):RO₄ = 1:1 i < 2:1» juntament amb els següents minerals: nissonita, eucroïta, legrandita, strashimirita, arthurita, earlshannonita, ojuelaïta, whitmoreïta, cobaltarthurita, bendadaïta, kunatita, kleemanita, bermanita, coralloïta, kovdorskita, ferristrunzita, ferrostrunzita, metavauxita, metavivianita, strunzita, beraunita, gordonita, laueïta, mangangordonita, paravauxita, pseudolaueïta, sigloïta, stewartita, ushkovita, ferrolaueïta, kastningita, maghrebita, nordgauïta, tinticita, vauxita, vantasselita, cacoxenita, gormanita, souzalita, wavel·lita, allanpringita, kribergita, mapimita, ogdensburgita, nevadaïta i cloncurryita.

## Formació i jaciments
La kingita és un mineral d'origen secundari, precipita en roca fracturada per aigua meteòrica (aigua de precipitació). Va ser descoberta a la pedrera Fairview, a Robertstown (Mount Lofty Ranges, Austràlia Meridional, Austràlia). També ha estat descrita a altres indrets d'Austràlia, Alemanya, Hongria i els Estats Units.
Sol trobar-se associada a altres minerals com: halita, talc, quars, limonita, òpal i sanidina.